# Going my way (yozuca*の曲)
「going my way」（ゴーイング・マイ ウェイ）は、yozuca*の3枚目のシングル。2004年7月22日にLantisから発売された。

## 概要
前作「サクラサクミライコイユメ」から1年ぶりのリリースとなる2004年1作目のシングル。表題曲はテレビアニメ『GIRLSブラボー』のオープニングテーマとして使用された。
CDジャケットには、ミハル・セナ・カナカ、小島桐絵が描かれている。

## 収録曲
1. going my way
作詞・作曲：tororo、編曲：Angel Note
  - テレビアニメ『GIRLSブラボー』オープニングテーマ
2. 月のヒカリ
作詞：yozuca*、作曲：shigeru、編曲：前澤寛之
3. going my way（off vocal）
4. 月のヒカリ（off vocal）

## 収録アルバム
- soleil*garden（#1、primary version）
- nico.（#2）
- GIRLSブラボー first season オリジナルサウンドトラック（#1、TV size）